# Do neznáma
Do neznáma (v anglickém originále South of Nowhere) je americký televizní seriál z produkce televizní stanice The N. Je zaměřen hlavně na teenagery a byl poprvé vysílán 4. listopadu 2005. Poslední epizoda byla odvysílána 12. prosince 2008.

## Přehled
Seriál sledoval životy členů rodiny Carlinových (Paula, Arthur, Glen, Clay a Spencer) jak se přizpůsobují přestěhování z Ohia do Los Angeles, Kalifornie. Jedna z hlavních linií se zaměřuje na vztah mezi Spencer Carlinovou (Gabrielle Christianová) a její bisexuální kamarádkou, Ashley Deviesovou (Mandy Musgraveová).
Blízký vztah mezi děvčaty vedl Spencer ke zpochybňování své vlastní sexuality, což bylo předmětem kontroverzních reakcí už před vysíláním. Byl to první seriál od The N, který se zaujímal touto tematikou a první televizní seriál, který měl homosexuální teenagery jako hlavní postavy.[zdroj⁠?!]
Do neznáma obdržel vynikající hodnocení od amerických médií (například Daily News, TV Guide, New York Post a dalších).

## Obsazení
| Gabrielle Christianová | Spencer Carlinová                             |
| Mandy Musgraveová      | Ashley Daviesová                              |
| Matt Cohen             | Aiden Dennison                                |
| Chris Hunter           | Glen Carlin                                   |
| Danso Gordon           | Clay Carlin (1.–2. řada)                      |
| Rob Moran              | Arthur Carlin                                 |
| Maeve Quinlanová       | Paula Carlinová                               |
| Austen Parros          | Sean Miller (1.–2. řada, hostující v 3. řadě) |
| Valery Ortiz           | Madison Duarte                                |
| Aasha Davisová         | Chelsea Lewisová                              |
| Eileen April Boylanová | Kyla Woodsová (2.–3. řada)                    |

## Epizody
| Řada | Díly | Premiéra v USA    | Premiéra v USA    | DVD (Region 1)    |
| Řada | Díly | První díl         | Poslední díl      | DVD (Region 1)    |
| ---- | ---- | ----------------- | ----------------- | ----------------- |
| 1    | 11   | 4. listopadu 2005 | 3. února 2006     | 7. října 2008     |
| 2    | 13   | 29. září 2006     | 22. prosince 2006 | 16. září 2008     |
| 3    | 16   | 10. srpna 2007    | 12. prosince 2008 | 14. července 2009 |